# باول دولان
باول دولان (16 أبريل 1966 في كندا - ) هو لاعب كرة الصالات ‏ ولاعب كرة قدم كندي في مركز حراسة المرمى، شارك في كأس العالم 1986. وشارك مع منتخب كندا لكرة القدم. أما مع النوادي، فقد لعب مع فانكوفر وايتكابس وفانكوفر وايتكابس (نادي كرة قدم) وEdmonton Brick Men ‏ وهَاميلتون ستيلرز ‏ وTacoma Stars (1983–1992) ‏.

## وصلات خارجية
- باول دولان على موقع الاتحاد الدولي (مؤرشف)  (الإنجليزية)
- باول دولان على موقع قاعدة بيانات كرة القدم.إي يو (الإنجليزية)
- باول دولان على موقع ناشيونال فوتبول تيمز (الإنجليزية)